# Aphanotorulus ammophilus
Aphanotorulus ammophilus — вид риб з роду Aphanotorulus родини Лорікарієві ряду сомоподібні. Інші назви «орінокський леопардовий сом», «чорна плямиста лорікарія».

## Опис
Загальна довжина 16,1 см. Голова широка, порівняно з тулубом масивна. Очі великі. Є 4 пари вусів середньої довжини. Тулуб стрункий, звужується у хвостовій частині. Спинний плавець помірно великий. Грудні плавці широкі. Черевні плавці короткі, широкі. Жировий плавець крихітний. Хвостовий плавець витягнутий, розрізаний.
Забарвлення світло-сіре. Тулубом і плавцями розкидано дрібні чорні плями, звідки походять інші назви цього сома.

## Спосіб життя
Є бентопелагічною рибою. Воліє до чистої води. зустрічається у річках з середньою течією та піщаним ґрунтом. Вдень ховається під корчами. Активна в присмерку та вночі. Живиться ракоподібними та дрібними водними організмами.
У самця під час нересту на задній частині тіла з'являються характерні щетина.

## Розповсюдження
Мешкає у басейні річки Португеза (Венесуела).